# Reforma de los caracteres chinos

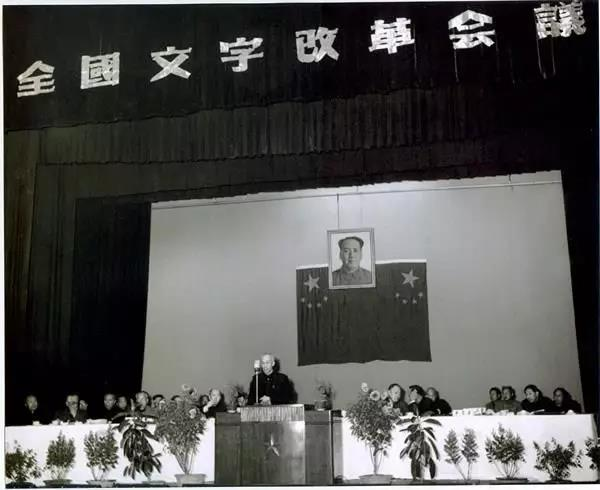
Conferencia nacional de reforma de los caracteres (全国文字改革会议), 1955

La reforma de los caracteres chinos (en chino tradicional, 漢字改革; en chino simplificado, 汉字改革; pinyin, hànzì gǎigé) abarca las propuestas y pasos para abordar los problemas del chino escrito, incluyendo las formas simplificadas de caracteres (en chino: 简体字), la romanización del chino (en chino: 汉字拉丁化) y el uso de caracteres estándares (en chino: 规范汉字) que tuvo lugar en la segunda mitad del siglo XX antes y durante el establecimiento de la República Popular China.
De acuerdo a las palabras de Mao Zedong en 1951 la escritura china "debe ser reformada, seguir la dirección hacia la fonetización común a todos los idiomas del mundo". De esta corriente surgiría la simplificación sistemática de los caracteres chino y la elaboración de listas de caracteres estándares eliminando las variantes. Medidas similares se habían promulgado en Japón, el shinjitai (新字体?). En los lugares donde no se implantaron los caracteres simplificados también hubo cierto proceso de estandarización que dio lugar a los modernos "caracteres tradicionales" (denominados en chino: 繁体字, "caracteres complejos" o a veces 正体字 "caracteres correctos"). 

## Antecedentes históricos
Durante la primera mitad del siglo XX fueron muchos los intelectuales chinos que, ante el atraso relativo de China frente a las potencias occidentales, defendieron la necesidad de acometer reformas profundas en la sociedad china. Uno de los objetivos de las ansias reformistas fue precisamente el lenguaje.
Por un lado, el chino clásico (文言?, wényánP) era una lengua totalmente diferente de la lengua vernácula (白話, báihuà) que se hablaba, y se fue imponiendo la idea, alentada por intelectuales como Hu Shih, de que debía definirse una nueva lengua estándar basada en el idioma hablado. En paralelo a esta defensa de una lengua nacional más cercana al lenguaje cotidiano, hubo también intelectuales que adoptaron una postura aún más radical, defendiendo que el mismísimo sistema de escritura debía ser abolido o reformado. Algunos, como el escritor Lu Xun, llegaron a proponer la adopción del alfabeto latino para el idioma chino. Para estos intelectuales, el sistema de escritura chino, con sus miles de caracteres, suponía una traba para el progreso tecnológico chino, debido a que los niños en la escuela debían invertir muchos años de estudio para llegar a dominar el sistema de escritura, lo cual habría sido motivo de retraso en el aprendizaje de otras disciplinas.
A pesar del ímpetu de las ideas revolucionarias de la época, la posibilidad de romanizar el idioma nunca tuvo visos de hacerse realidad ya que, por un lado, habría convertido en analfabetos a quienes ya sabían leer y escribir, que habrían tenido que aprender un nuevo sistema, y, por otro, el apego de los chinos a su sistema de escritura hacía difícil la aceptación de una reforma tan radical. Esta segunda razón es tal vez la más importante, pues en vietnamita y en coreano, los otros dos idiomas que se escribían (en aquel entonces) con caracteres chinos, el uso de los caracteres fue abolido, casi en su totalidad, a lo largo del siglo XX. 
Frente al camino radical seguido por vietnamitas y coreanos, tanto en China como en Japón se acabaría imponiendo la idea más conservadora de modificar gradualmente el sistema de escritura remplazando las formas normativas de algunos caracteres de uso muy frecuente por otras más simples. A este proceso se le ha llamado simplificación de los caracteres chinos (漢字簡化／汉字简化, hànzì jiǎnhuà). 
El primer intento de introducir caracteres simplificados lo llevó a cabo el gobierno del Kuomintang (KMT) en 1935, que promulgó una lista oficial de 324 caracteres modificados. En esa lista se encontraban ya algunas formas populares de caracteres que serían adoptadas de nuevo por la República Popular China años más tarde (como 个 por 個, o 还 por 還, por ejemplo). Sin embargo, la sociedad rechazó de manera general la adopción de estos nuevos caracteres y un año más tarde el Gobierno dio marcha atrás y retiró la reforma.
Tras la Segunda Guerra Mundial, Japón decidió adoptar de forma oficial formas simplificadas para un número considerable de caracteres. No obstante, las simplificaciones japonesas han sido mucho más moderadas que las que finalmente llevaría a cabo el Partido Comunista de China.

## La simplificación de los caracteres en la República Popular
Tras la proclamación de la República Popular China por Mao Zedong en 1949 el nuevo gobierno comunista, a la par que continuaba la política del KMT de promoción de una lengua nacional basada en el dialecto pequinés, retomó el plan de reformar la escritura. En 1955 se organizó el Congreso Chino para la Reforma de la Escritura (中國文字改革委員會?, Zhōngguó Wénzì Gǎigè WèiyuánhuìP), del cual saldría un comité que un año más tarde, en 1956, publicaría la primera lista de caracteres reformados que establecía nuevas formas normativas para 515 caracteres y 54 componentes de caracteres. A esta lista de caracteres se la llamó el Plan de Simplificación de los Caracteres Chinos (漢字簡化方案, hànzì jiǎnhuà fāng'àn). Los caracteres simplificados fueron objeto de críticas y rechazo durante el período de apertura de las Cien Flores pero en la década de 1960, con la radicalización de la política revolucionaria y el fervor de los ataques a la cultura antigua, se impondría el uso de los nuevos caracteres. A la lista de 1956 se añadirían muchos más caracteres en 1964, con la publicación de la Tabla General de Caracteres Simplificados (簡化字總表, jiǎnhuà zì zǒng biǎo). Este proceso de reforma no se consideraba aún completo. De hecho, se suele decir que había quienes veían la simplificación como una fase provisional previa a la adopción del alfabeto latino con el sistema hànyǔ pīnyīn. 
El proceso de simplificación continuó y en 1977 se publicó el Segundo Plan de Simplificación de los Caracteres Chinos (Proyecto) (第二漢字簡化方案（草案）, dì'èr hànzì jiǎnhuà fāng'àn [cǎo'àn]). Esta segunda parte de la reforma no llegó a tener éxito, y en 1986 se hizo la última revisión del sistema, en la que se abolió por completo el segundo plan, y se hizo algún cambio mínimo en la lista de 1964.
Esta última revisión de 1986 es la que está en vigor en la actualidad en la República Popular China, excepto en Hong Kong y Macao.

## Contenido de la reforma
Con la excepción del chino, la mayoría de los idiomas del mundo utilizan una escritura fonética. Para desarrollar una escritura romanizada, los reformadores chinos han estudiado los problemas que acarrearía incluyendo en materia de las ligaduras, participios y homófonos sobre la base del esquema del Sistema Hanyu Pinyin. La Sociedad de Modernización del Idioma Chino (中国语文现代化学会) ha hecho mucho trabajo para lograr una segunda escritura para el chino (一语双文). No obstante las opiniones y acciones de estas personas para romanizar la escritura del chino no fueron aceptadas por el gobierno y el pueblo chinos.
Tras la fundación de la República Popular China, se realizaron una serie de reformas y arreglos a los caracteres chinos. Estas incluyeron:
| Materias                                    | Medidas tomadas |
| ------------------------------------------- | --- |
| Romanización del chino (en chino: 拉丁转写) | Sistema Hanyu Pinyin (en chino: 汉语拼音方案) |
| Fijar formas (en chino: 定形)               | 1. Tabla general de formas de caracteres chinos impresos (en chino: 印刷通用汉字字形表) 2. Primera tabla ordenada de variantes (en chino: 第一批异形词整理表) 3. Tabla de caracteres usuales del chino moderno (en chino: 现代汉语通用字表) 4. Propuesta de tabla de caracteres chinos estándares (en chino: 通用规范汉字表) |
| Fijar pronunciaciones (en chino: 定音)      | Tabla de palabras de pronunciación diferente en pǔtōnghuà (en chino: 普通话异读词审音表) |
| Fijar significados (en chino: 定义)         | Publicaciones de diccionarios de caracteres (en chino: 字典) y diccionarios de palabras (en chino: 词典), como el Ciyuan, Cihai, Diccionario Xinhua, Diccionario de chino moderno, Gran Diccionario Chino de Caracteres, Gran Diccionario chino de palabras, etc.                                                            |
| Análisis cuantitativos (en chino: 定量)     | Estadísticas de frecuencia de palabras, lista de palabras comunes, etc., por ejemplo la lista de palabras frecuentes en chino moderno (en chino: 现代汉语常用字表) y la lista de palabras comunes en chino moderno (en chino: 现代汉语通用字表).                                                                             |
| Simplificación (en chino: 简化)             | 1. Esquema de simplificación de caracteres chinos (1950, en chino: 汉字简化方案) 2. Lista de caracteres simplificados (en chino: 简化字总表) |
| Variantes (en chino: 异体字整理)            | Primera tablas de ordenación de variantes de caracteres (en chino: 第一批异体字整理表) |

Desde la abolición del segundo lote de caracteres simplificados de 1986, el gobierno chino ha adoptado una política lingüística de mantener el statu quo y buscar la continuidad y estabilidad del uso del idioma. Además en términos del uso de palabras, se han restaurado algunas variantes de caracteres.